# Невель I
Не́вель I — железнодорожная станция Октябрьской железной дороги на однопутной неэлектрифицированной линии Великие Луки — Невель II в городе Невель Псковской области. Одна из двух железнодорожных станций в городе. Открыта в 1907 году.

## История
Промежуточная станция Невель была открыта в 1904 году в составе рамках продления обществом Московско-Виндаво-Рыбинской железной дороги линии Дно — Новосокольники. В это же время линия была продлена до Санкт-Петербурга с приобретением и переустройством Царскосельской железной дороги, так что станция Невель оказалась на 436 версте от Санкт-Петербурга и на 96 версте от Витебска. В 1906 году к станции подошла Бологое-Полоцкая железная дорога с устройством в январе 1907 года отдельного парка, станция стала узловой. При новом станционном парке при этом были построены каменное здание железнодорожного вокзала, водонапорная башня и служебные постройки.
В конце 1920-х годов станция была разделена — парк на Бологое-Полоцкой линии, находящийся на окраине города, стал станцией Невель I, на Ленинград-Витебской же, расположенный в центре города, стал станцией Невель II.
В сентябре 1943 года при отступлении, оккупанты почти полностью разрушили железнодорожную линию от Великих Лук. Бойцы 17-го путевого батальона 17-й железнодорожной бригады, переброшенные под Невель в октябре 1943 года, столкнулись с огромными трудностями при восстановлении этого участка. Только лишь на 336-м и 340-м километрах противник в 21 месте подорвал насыпь, разрушил все инженерные сооружения и частично эвакуировал путь. Все подходы к станции Невель I, включая полотно и полосу отвода были заминированы. Движение воинских и санитарных эшелонов на участке было восстановлено в кратчайшие сроки. За сутки военные железнодорожники и сапёры восстанавливали по 8-10 километров пути, проводя при этом тщательное разминирование.
На 1981 год по станции производилиь приём и выдача грузов повагонными отправками открытого хранения в местах общего пользования и повагонными отправками складского хранения, а также продажа билетов на поезда местного и дальнего следования с выполнением багажных операций.
В 1996—2000 годах станция значилась сортировочной 1 класса. На 2002 год станция имела 9 путей и тупик.

## Описание
Станция Невель I расположена на восточной окраине города Невель Псковской области и находится на 363 км линии Бологое — Полоцк Октябрьской железной дороги. Станция имеет 8 путей, на станции имеется одноимённая база запаса.